# 张值恒
张值恒（1970年2月—），湖南新化人。男，汉族。1991年7月参加工作，1991年1月加入中国共产党。长沙理工大学毕业，北京大学在职研究生学历，硕士学位。中华人民共和国政治人物。

## 生平
历任共青团娄底市委书记，共青团湖南省委副书记、党组成员、党组副书记等职。2007年8月，当选湖南省青年联合会主席。2009年3月，任共青团湖南省委书记。2012年3月，任中共长沙市委副书记。2013年3月，任湖南省旅游局局长、党组书记。2015年8月，任湖南省人民政府副秘书长。2016年12月，任中共益阳市委副书记、市长。2021年8月，湖南省人民政府任命张值恒为中共湖南省委组织部副部长、省公务员局局长。